# Allodontichthys hubbsi
Allodontichthys hubbsi és una espècie de peix de la família dels goodèids i de l'ordre dels ciprinodontiformes.

## Morfologia
- Els mascles poden assolir 6 cm de longitud total.[4][5]

## Hàbitat
És un peix d'aigua dolça, de clima tropical (21 °C-25 °C) i demersal.

## Distribució geogràfica
Es troba a Jalisco (Mèxic).

## Observacions
És inofensiu per als humans.